# Szöptiköł (przystanek kolejowy)
Szöptiköł (kaz. Шөптікөл; ros. Шептыкуль) – przystanek kolejowy w miejscowości Szöptiköł, w rejonie Arszały, w obwodzie akmolskim, w Kazachstanie. Położony jest na linii Astana – Szu, na trasie Nowego Jedwabnego Szlaku.